# Mel Hopkins
Melvyn Hopkins (Ystrad, Gales, 7 de noviembre de 1934 -Worthing, 18 de octubre de 2010) fue un futbolista galés que se desempeñaba como lateral izquierdo.

## Biografía
Hijo de mineros, firmó por el Tottenham Hotspur a los quince años, cuando fue visto jugando para su club local de chicos. Fue contratado como futbolista de la cantera después de una sola prueba. Mel Hopkins hizo su debut en enero de 1952 donde consiguió el doblete de  Liga y FA Cup en 1961. En 1959, sufrió una grave lesión después de un choque con Ian St John, rompiéndose la nariz y la mandíbula superior, una lesión que lo mantendría fuera del fútbol durante dos años.
En total, Hopkins jugó 219 partidos para los Spurs, antes de dejarla su disciplina por la del Brighton and Hove Albion en octubre de 1964 por ocho mil libras. Marcó dos goles y jugó 58 partidos para el Albion. Después de un breve paso por el Ballymena United en Irlanda del Norte en 1967 le siguió un paso por el Bradford Park Avenue en enero de 1969, donde jugó 30 partidos, antes de retirarse en 1970.

## Selección nacional
Hopkins jugó con la Selección de Gales entre 1956 y 1963, jugando 34 partidos incluidos el de la selección que jugó el Mundial de Suecia de 1958, poniendo en dificultades a Brasil en los cuartos de final.
En 2003, Hopkins fue honrado con la medalla al mérito de la Asociación de Fútbol de Gales.

## Clubes
| Club                   | País       | Año       |
| ---------------------- | ---------- | --------- |
| Tottenham Hotspur      | Inglaterra | 1952-1964 |
| Brighton & Hove Albion | Inglaterra | 1964-1967 |
| Canterbury City        | Inglaterra | 1967-1969 |
| Bradford Park Avenue   | Gales      | 1969-1973 |